# Ministerul Tehnologiei Informației și Comunicațiilor (Republica Moldova)

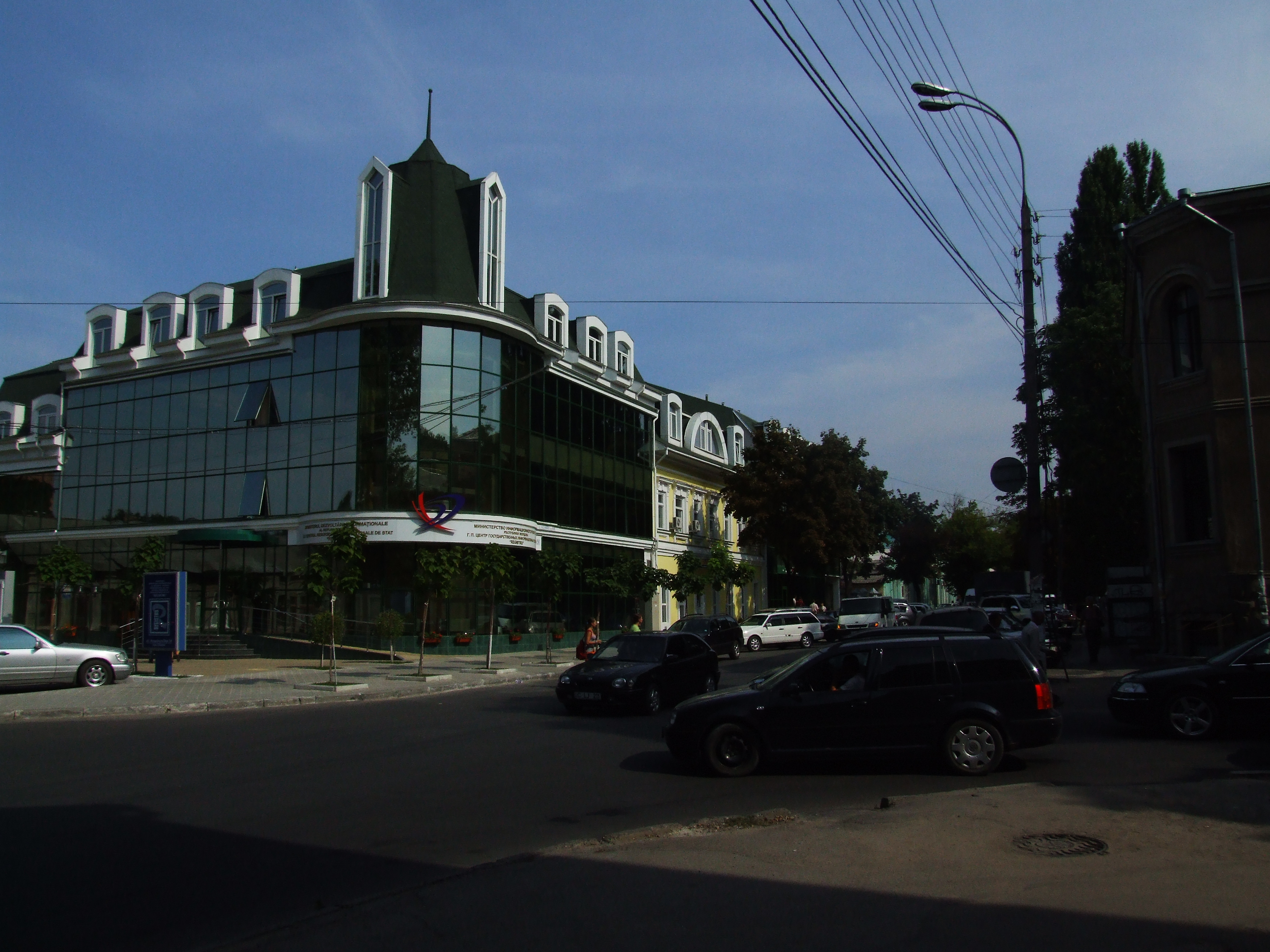
Sediul ministerului

Ministerul Tehnologiei Informației și Comunicațiilor a fost organul central în domeniul tehnologiei informației și comunicațiilor, având scopul de a realiza politica Guvernului Republicii Moldova în acest domeniu.

## Funcții de bază ale Ministerului
- Elaborarea, monitorizarea, implementarea și evaluarea politicilor publice în domeniile ce țin de misiunea Ministerului;
- Edificarea societății informaționale ca factor fundamental în creșterea economică durabilă a Republicii Moldova;
- Consolidarea și dezvoltarea sectorului tehnologiilor informaționale și comunicațiilor prin implementarea tehnologiilor informaționale, comunicațiilor electronice și poștale;
- Coordonarea și monitorizarea procesului de implementare a tehnologiilor informaționale și de comunicații în diferite domenii ale economiei naționale, precum și informatizării activității autorităților publice;
- Elaborarea politicii în domeniul evidenței de stat, precum și în domeniul creării și exploatării resurselor și sistemelor informaționale de stat, care vor servi drept bază pentru asigurarea accesului societății la informații și servicii publice prin mijloace electronice;
- Crearea, implementarea și întreținerea sistemelor și resurselor informaționale de stat, de bază, departamentale și teritoriale, precum și asigurarea legăturii cu organismele guvernamentale, responsabile de introducerea și actualizarea informațiilor în registrele nominalizate.

## Atribuții
- Elaborarea și aplicarea politicii de stat în sfera informatizării, formarea, păstrarea și utilizarea resurselor informaționale de stat, crearea și implementarea noilor tehnologii informaționale, a complexelor de programe tehnice, a sistemelor și rețelelor informaționale.
- Elaborarea bazei normative de drept în domeniul informatizării și realizarea controlului de stat asupra nerespectării legislației privind activitatea acestuia.
- Elaborarea strategiei de dezvoltare a spațiului informațional, a programelor de stat, realizarea proiectelor în domeniul informatizării țării.
- Elaborarea concepției de formare și utilizare a resurselor informaționale de stat, de creare și exploatare a sistemelor informaționale departamentale și teritoriale ale administrației publice, precum și a direcțiilor prioritare în sfera informatizării.
- Organizarea asigurării informaționale a administrației publice și locale, inclusiv crearea unui sistem unic al circuitului de documente electronic.
- Analiza stării și tendințelor de dezvoltare a pieței naționale și internaționale a resurselor și serviciilor informaționale, a mijloacelor de informatizare și elaborarea propunerilor privind perfecționarea mecanismului de reglementare a acestora.

## Lista miniștrilor
| №  | Nume              | Început            | Sfîrșit            |
| -- | ----------------- | ------------------ | ------------------ |
| 1  | Ion Casian        | 30 august 1992     | 22 mai 1998        |
| 2  | Tudor Leancă      | 22 mai 1998        | 17 februarie 1999  |
| 3  | Victor Cheibaș    | 12 martie          | 12 noiembrie 1999  |
| 4  | Afanasie Smochin  | 21 decembrie 1999  | 19 aprilie 2001    |
| 5  | Victor Țopa       | 19 aprilie         | 12 decembrie 2001  |
| 6  | Anatol Cupțov     | 12 decembrie 2001  | 13 noiembrie 2002  |
| 7  | Vasile Zgardan    | 5 decembrie 2002   | 19 aprilie 2005    |
| 8  | Vladimir Molojen  | 19 aprilie 2005    | 31 martie 2008     |
| 9  | Pavel Buceațchi   | 31 martie 2008     | 25 septembrie 2009 |
| 10 | Alexandru Oleinic | 25 septembrie 2009 | 14 ianuarie 2011   |
| 11 | Pavel Filip       | 14 ianuarie 2011   | 20 ianuarie 2016   |
| 12 | Vasile Botnari    | 20 ianuarie 2016   | 15 februarie 2017  |

## Organizare
Întreprinderile de stat în care Ministerul Tehnologiei Informației și Comunicațiilor exercită funcția de fondator
- Întreprinderea de Stat „Centrul Resurselor Informaționale de Stat “Registru”
- Întreprinderea de Stat „Poșta Moldovei”
- Întreprinderea de Stat „MoldData”
- Întreprinderea de Stat „Radiocomunicații”
- Întreprinderea de Stat „Centrul Național pentru Frecvențe Radio” Arhivat în 28 mai 2013, la Wayback Machine.
- Întreprinderea de Stat „Detașamentul de Pază Paramilitară”
- Întreprinderea de Stat pentru exploatarea clădirilor

## Relații internaționale
- Republica Moldova este membru al organizațiilor internaționale de specialitate cum ar fi:

Comunitatea Regională din domeniul Comunicațiilor(CRC), Uniunea Internațională a Telecomunicațiilor (UIT),  Conferința Europeană pentru Poștă și Telecomunicații (CEPT) și Uniunea Poștală Universală (UPU).

## Informație utilă
- În temeiul Legii nr.1 din 23.06.90 „Privind crearea Ministerului Informaticii, Informației și  Telecomunicațiilor”, Ministerul Telecomunicațiilor al R.S.S Moldovenești s-a reorganizat in Ministerul Informaticii, Informației și Telecomunicațiilor al R.S.S. Moldova;
- În temeiul Legii nr. 37-XIII din 05.04.94 „Pentru modificarea Legii nr. 64-XII din 31 mai 1990 cu privire la Guvern”, Ministerul Informaticii, Informației și Telecomunicațiilor s-a reorganizat în Ministerul Comunicațiilor și Informaticii;
- În temeiul Legii nr. 32-XIV din 28.05.98 „Pentru modificarea Legii nr. 64-XII din 31 mai 1990 cu privire la Guvern”, Ministerul Comunicațiilor și Informaticii s-a reorganizat în Ministerul Transporturilor și Comunicațiilor;
- În temeiul Legii nr. 75-XV din 18.04.2001 „Pentru modificarea și completarea Legii nr. 64-XII din 31 mai 1990 cu privire la Guvern”, s-a creat Departamentul Tehnologii Informaționale în baza Departamentului evidență și documentare a populației și birourile teritoriale de evidență și documentare a populației ale MAI, direcției principale acte stare civilă și camerei Înregistrării de Stat ale Ministerului Justiției, direcției principale informatică a Ministerului Transportului și Comunicațiilor.
- În temeiul Hotărîrii Guvernului nr. 357 din 23 aprilie 2005 privind măsurile de reorganizare unor ministere și autorități administrative centrale ale Republicii Moldova, Ministerul Transporturilor și Comunicațiilor se reorganizează, prin separarea funcțiilor ce țin de domeniul telecomunicații, în Ministerul Transporturilor și Gospodăriei Drumurilor, iar Departamentul Tehnologii Informaționale, cu preluarea funcțiilor ce țin de domeniul telecomunicații al Ministerului Transporturilor și Comunicațiilor, în Ministerul Dezvoltării Informaționale;
- În temeiul Legii nr.21 –XVIII din 18.09.2009 pentru modificarea Legii nr.64-XII din 31 mai 1990 cu privire la Guvern, Ministerul  Ministerul Dezvoltării Informaționale se reorganizează în Ministerul Tehnologiilor Informaționale și Comunicațiilor;
- În temeiul Hotărîrii nr. 721 din 22 septembrie 2011 cu privire la modificarea Hotărîrii Guvernului nr. 389 din 17 mai 2010 pentru aprobarea Regulamentului privind organizarea și funcționarea Ministerului Tehnologiilor Informaționale și Comunicațiilor, structurii și efectivului-limită ale aparatului central al cestuia”,sintagma  Ministerul Tehnologiilor Informaționale și Comunicațiilor” s-a substituit cu sintagma „Ministerul Tehnologiei Informației și Comunicațiilor”